# Beach Baby
«Beach Baby» es una canción de la banda británica The First Class, publicada en junio de 1974 a través del sello discográfico UK Records.

## Recepción de la crítica
Un escritor no especificado de la revista Cash Box declaró: “Es casi verano y este disco no podría haber aparecido en un momento más perfecto. Con una gran reminiscencia de los primeros Beach Boys, este brillante y alegre récord de temporada superará a este grupo en Estados Unidos y creará un récord que será recordado durante muchos veranos por venir. Las armonías son las verdaderas delicias aquí, junto con un arreglo perfecto para surfear”.

## Legado
En la revista en línea Freaky Trigger, Robin Carmody escribió que la canción marcó el final de la ola original del bubblegum pop británico, indicando la transición a un período de pastiche “y rindiendo homenaje al pop estadounidense de una década o así antes, en lugar de ser gloriosamente inconsciente y retomar lo que estaba de moda en ese momento, siempre una señal de que un género ha llegado al final del camino”. Lo consideró una “porción fantásticamente producida de fantasy pop californiano – orquesta, metales, armonías vocales lujosas, una canción tributo a una era desaparecida en ese momento”. Además, incluyéndolo en una lista de los clásicos del género, lo describió como “la caída moribunda del britgum: pon el desvanecimiento en repetición y escucha al pop, por primera vez, convertirse en puro pastiche de época”.

## Lista de canciones
Todas las canciones escritas y compuestas por John Carter y Gillian Shakespeare.
1. «Beach Baby» – 4:59
2. «Both Sides of the Story» – 3:21

## Posicionamiento

### Gráfica semanal
| Gráfica (1974)                            | Pico de posición |
| ----------------------------------------- | ---------------- |
| Alemania (Offizielle Top 100)             | 48               |
| Australia (Kent Music Report)             | 11               |
| Bélgica (Flandes) (Ultratop Singles)      | 30               |
| Bélgica (Valonia) (Ultratop Singles)      | 47               |
| Canadá (RPM Top Singles)                  | 1                |
| Estados Unidos (Billboard Hot 100)        | 4                |
| Estados Unidos (Billboard Easy Listening) | 38               |
| Estados Unidos (Cash Box Top 100 Singles) | 3                |
| Irlanda (Irish Singles Chart)             | 19               |
| Países Bajos (Nederlandse Top 40)         | 17               |
| Países Bajos (Single Top 100)             | 19               |
| Quebec (ADISQ)                            | 20               |
| Sudáfrica (Springbok Radio)               | 8                |

### Gráfica de fin de año
| Gráfica (1974)                            | Pico de posición |
| ----------------------------------------- | ---------------- |
| Canadá (RPM Top Singles)                  | 36               |
| Estados Unidos (Billboard Hot 100)        | 94               |
| Estados Unidos (Cash Box Top 100 Singles) | 53               |

| Gráfica (1975)                | Pico de posición |
| ----------------------------- | ---------------- |
| Australia (Kent Music Report) | 59               |